# Bronisław Budzyński
Bronisław Budzyński (* 17. Oktober 1888 in Czystochleb, Kreis Briesen, Westpreußen; † 4. Januar 1951 in Sopot) war ein polnischer Kaufmann und Politiker und Abgeordneter der polnischen Minderheit im Volkstag der Freien Stadt Danzig.
Budzyński besuchte die Volksschulen in Września (Wreschen) und Miłosław und danach das Gymnasium St. Maria Magdalena in Posen. Nach dem Abitur arbeitete er in Posen, Breslau, Berlin und Hamburg. Ab dem Jahr 1907 lebte er in Danzig. Dort war er 1908 Gründer und Präsident des Jungunternehmerverbandes. Seit 1919 betrieb er ein eigenes Getreidehandelsunternehmen. 1936 wurde er stellvertretender Direktor des polnischen Landwirtschaftsamtes in Danzig. Er war auch Mitglied des Vorstandes des polnischen Amtes für Ausfuhr von Getreide in der Freien Stadt Danzig und Mitglied des Vereins zur Förderung der Danzig-polnischen Wirtschaftsbeziehungen.
Seit 1933 war er stellvertretender Sprecher des Obersten Rates der Union der Polen in der Freien Stadt Danzig und von 1936 bis 1937 war er Präsident dieses Vereins. Nach der Vereinigung der polnischen Vereine in Danzig wurde er Präsident der Gmina Polska, also des Dachverbandes der polnischen Vereine.
1921 bis 1927 war er Mitglied des Danziger Stadtrates. 1920 bis 1923 und erneut 1935 bis 1939 gehörte er als Abgeordneter dem Volkstag an. Als Abgeordneter war er bei den Nationalsozialisten verhasst wegen seiner Interpellationen an den Danziger Senatspräsidenten wegen Angriffen gegen die polnische Bevölkerung und die Danziger Opposition 1935 bis 1937. Im März 1938 nahm er am Berliner Kongress der Polen in Deutschland teil, auf dem er Fälle von Verletzungen der Rechte der polnischen Bevölkerung in Danzig anprangerte.
Kurz vor dem Zweiten Weltkrieg flüchtete er nach Warschau, um sich der Verfolgung durch die Nationalsozialisten zu entziehen. Während der Besetzung Polens lebte er unter falschem Namen in der Gegend von Legionowo. Nach dem Krieg ließ er sich in Sopot nieder. Im Jahr 1946 war er Zeuge im Prozess gehen Arthur Greiser. Politisch schloss er sich der Stronnictwo Demokratyczne (Demokratische Partei, später eine der Blockparteien in der Volksrepublik Polen) an und war Vorsitzender seiner Partei in Danzig und Mitglied der Provinzialrates. 
Er erhielt den Orden Polonia Restituta und zwei Mal das Verdienstkreuz der Republik Polen in Gold.